# Horex
Horex war ursprünglich eine deutsche Motorradmarke der Horex-Fahrzeugbau AG, die 1923 von Fritz Kleemann (1901–1975) in Bad Homburg vor der Höhe gegründet wurde. Von 1935 bis Mitte der 1950er-Jahre firmierte das Unternehmen als Horex-Columbus-Werk K.G., danach als Horex-Werke KG. Die Firmenbezeichnung wurde vermutlich im Frühjahr 1953 geändert, wie man den Impressen der Firmenzeitschrift Horex Hauspost (a) entnehmen kann.
Der Markenname Horex entstand aus Homburg, ergänzt um das Warenzeichen REX der elterlichen REX-Konservenglasgesellschaft Bad Homburg. 1960 übernahm die Daimler-Benz AG die Horex-Werke und löste sie auf. Seit 2010 besaß die neu gegründete Horex GmbH in Augsburg die Markenrechte und baute Motorräder unter dem alten Namen. Im August 2014 stellte Inhaber Clemens Neese einen Antrag auf Eröffnung eines Insolvenzverfahrens. Die 3C-Carbon Composite Company GmbH übernahm im Januar 2015 die Marke Horex.
Zum 1. Januar 2025 waren in Deutschland 2651 Horex-Krafträder zum Straßenverkehr zugelassen, was einem Anteil von 0,1 Prozent entspricht.

## Geschichte

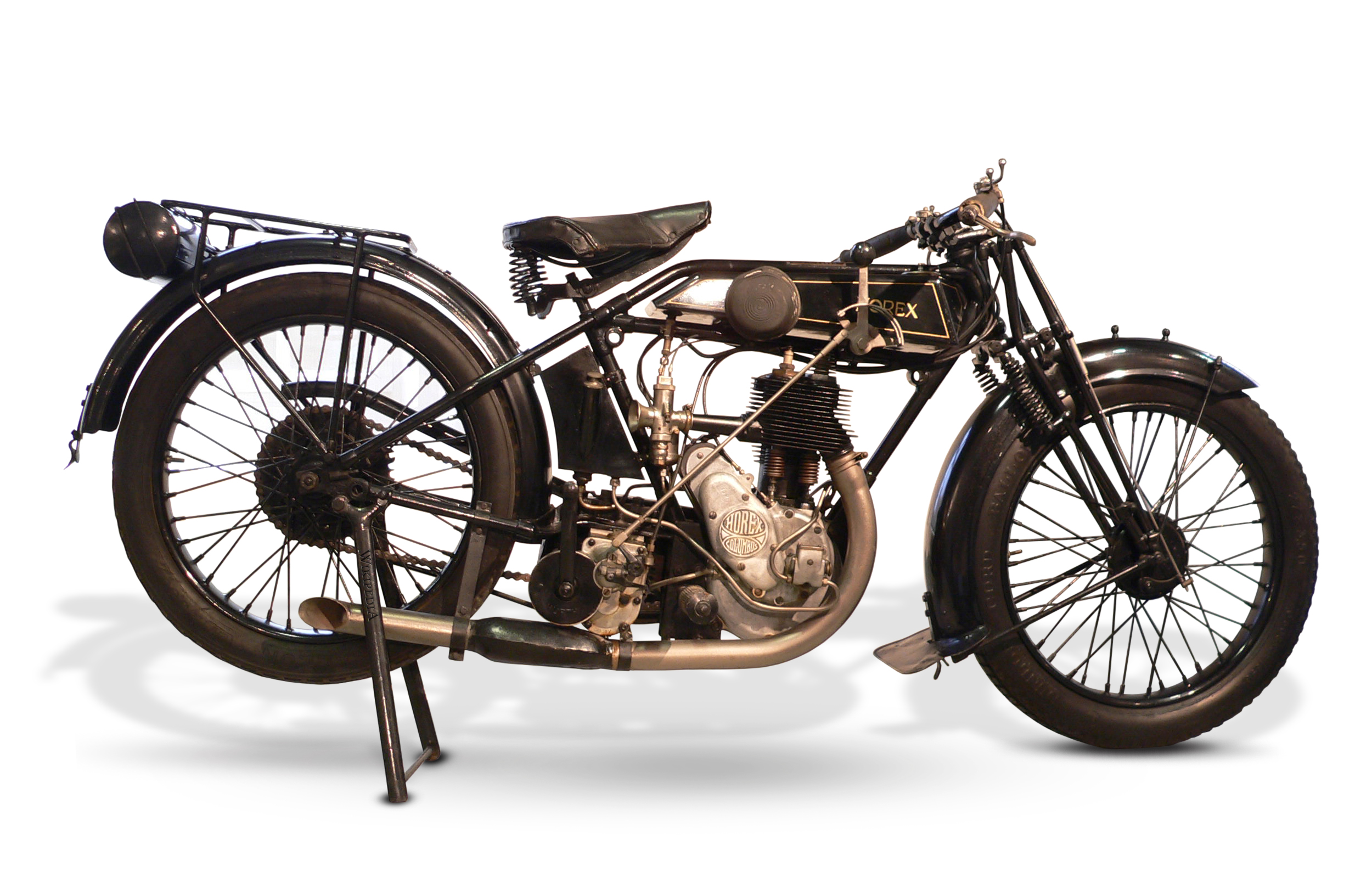
Horex-Motorrad von 1926 (596 cm³, 10 PS bei 3500/min., 100 km/h)

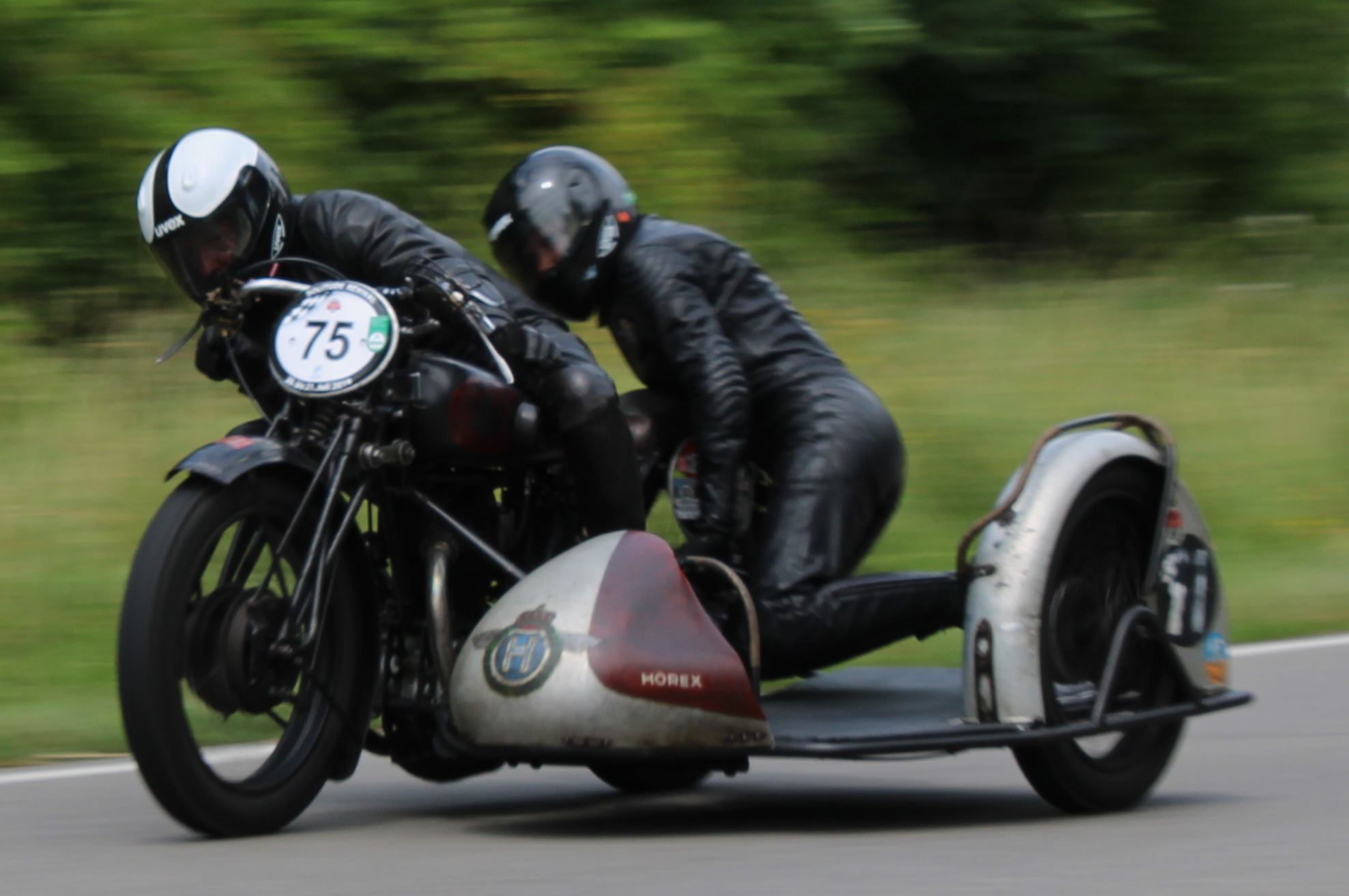
Horex SS64 mit Beiwagen von 1935

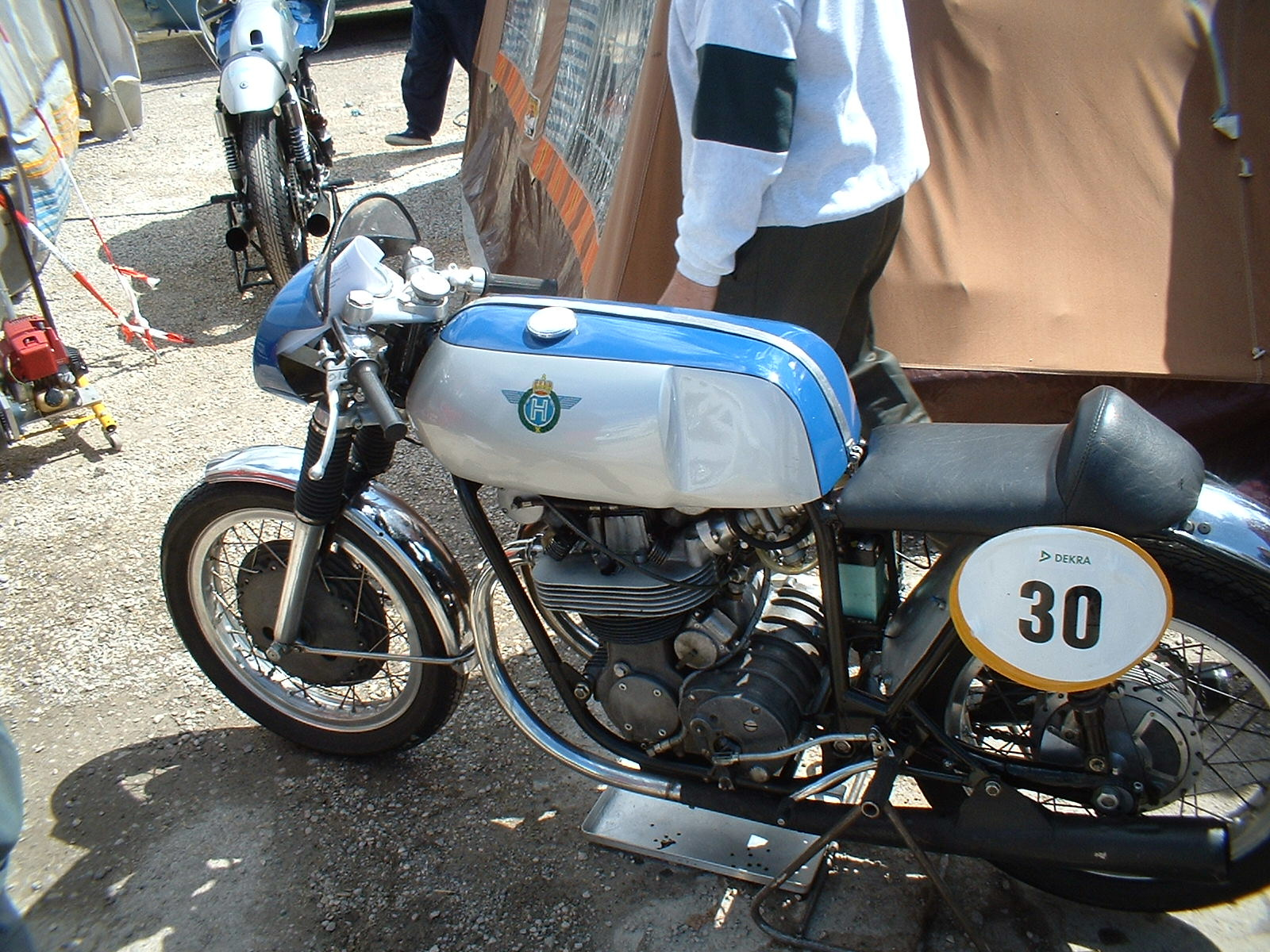
Horex Rennmaschine beim Oldtimer Donauringrennen 2003

1920 kaufte Friedrich Kleemann (1878–1948, Vater von Fritz Kleemann) die kleine Motorenfabrik Columbus-Motorenbau AG in Oberursel (Taunus). Dort wurde der Gnom, ein 1-PS-Fahrrad-Hilfsmotor, gebaut. Er wurde direkt vor dem Tretlager im Fahrradrahmen befestigt.

### Gründung und Entwicklung der Marke Horex
Schon 1923, im Gründungsjahr der Horex-Fahrzeugbau AG, baute der damals 22-jährige Fritz Kleemann die erste „richtige“ Horex, eine 248-cm³-Maschine, die sich auch im Rennsport bewährte. Der Zylinder aus Leichtmetall mit eingeschrumpfter Laufbuchse verhalf Kleemann zu ersten Rennsiegen. Leitspruch war: „Gebaut von Motorradfahrern für Motorradfahrer“.
1925 fusionierten Columbus und Horex, um die finanziellen Probleme der beiden Betriebe zu lösen. Im Laufe der Jahre entstand ein Programm, das Motorräder mit einem Hubraum von 250 bis 800 cm³ umfasste.
Eine richtungsweisende Konstruktion von Hermann Reeb (* 9. Oktober 1901 in Rodheim vor der Höhe bei Friedberg (Hessen); † 30. Mai 1990), der 1927 zu Horex gekommen war, stellte der 1932 entworfene Parallel-Zweizylinder mit obenliegender Nockenwelle dar. Dieser langhubige Motor hatte eine dreifach gelagerte Kurbel- und eine ebenfalls dreifach gelagerte Nockenwelle, die durch eine Kette an der rechten Gehäuseseite angetrieben wurde. Die Motoren hatten serienmäßig 90 mm Hub. So ergaben sich mit 65 mm Bohrung etwa 600 cm³ Hubraum und ca. 24 PS bei 5000/min; beim „S 8“ mit 75 mm Bohrung waren es rund 800 cm³ und 30 PS bei 5000/min. Während dieses Triebwerk im Motorsport recht erfolgreich war, wurde die Serienproduktion aus Kostengründen zugunsten von Einzylindern aufgegeben, jedoch weiter für die Tornax „Tornado“ geliefert. Zu den sportlichen Erfolgen zählt die deutsche Meisterschaft von Karl Braun in der Gespannklasse, der den Motor auf 1 Liter Hubraum (80 mm × 99 mm) vergrößerte und ein Gebläse zwecks Aufladung montierte.

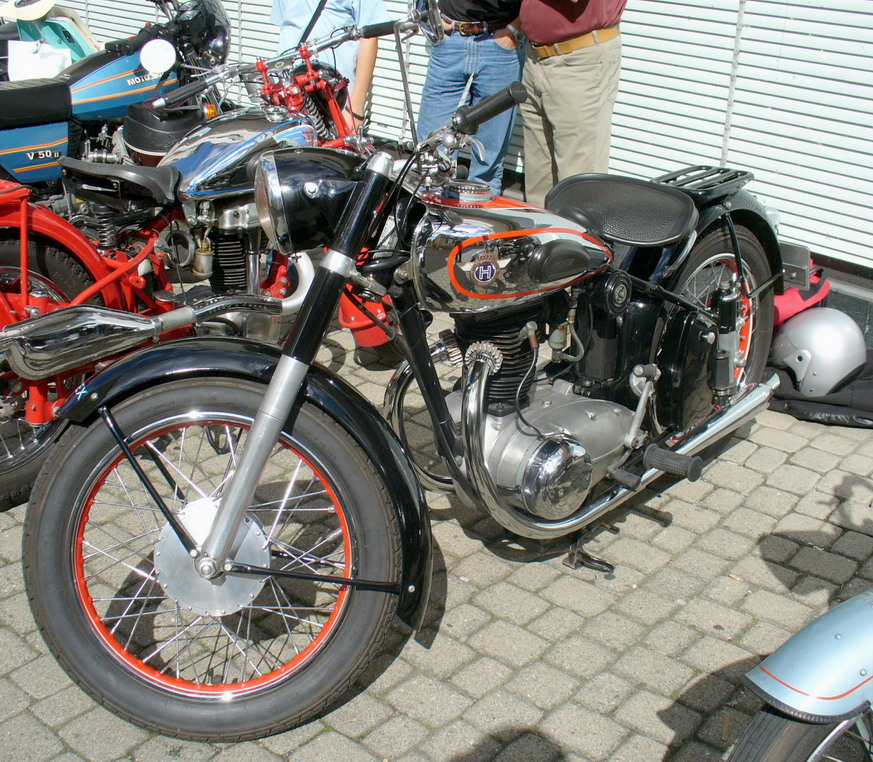
Modell „Regina“ Baujahr 1950/1951

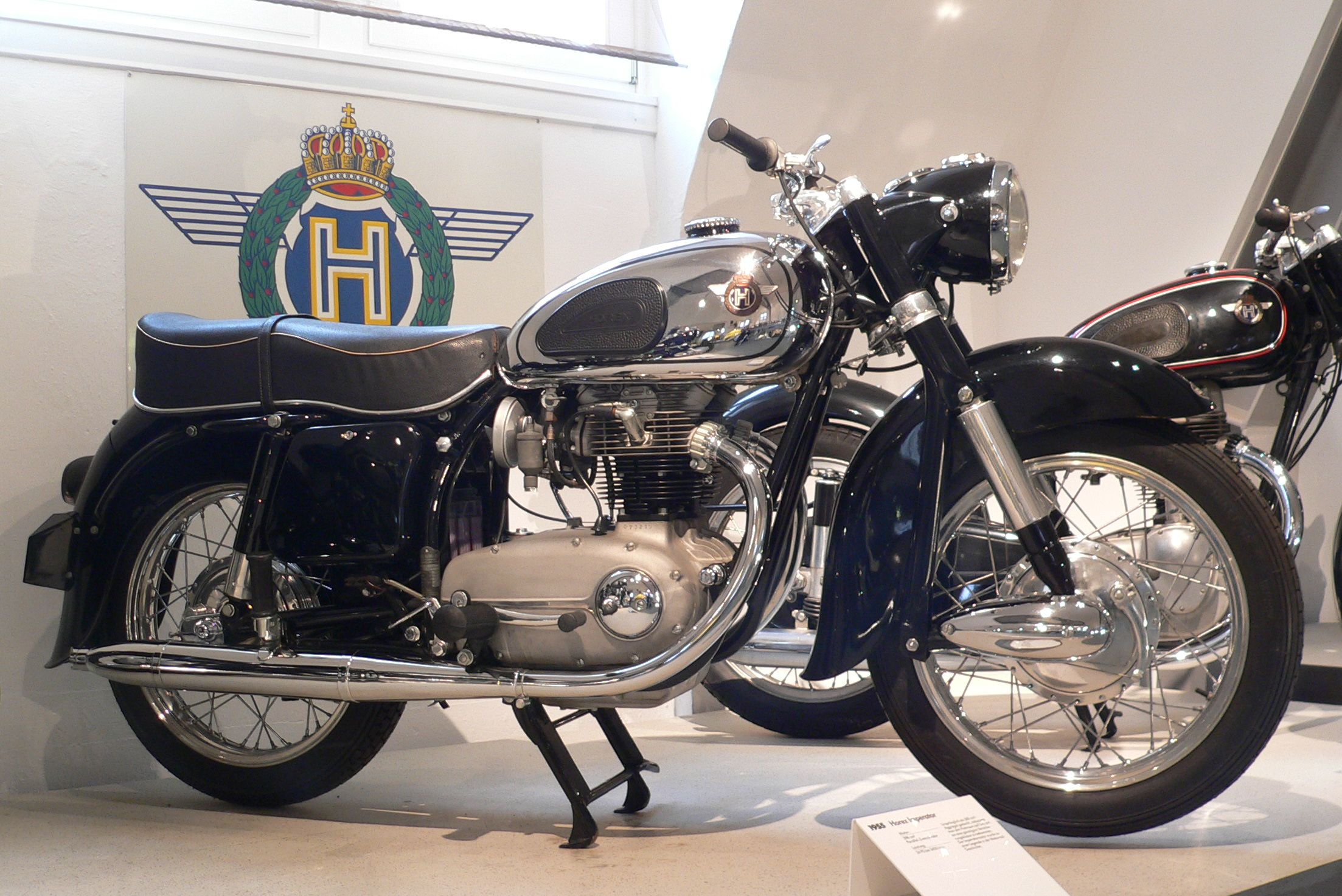
Horex „Imperator“ von 1955 im Zweirad-Museum Neckarsulm

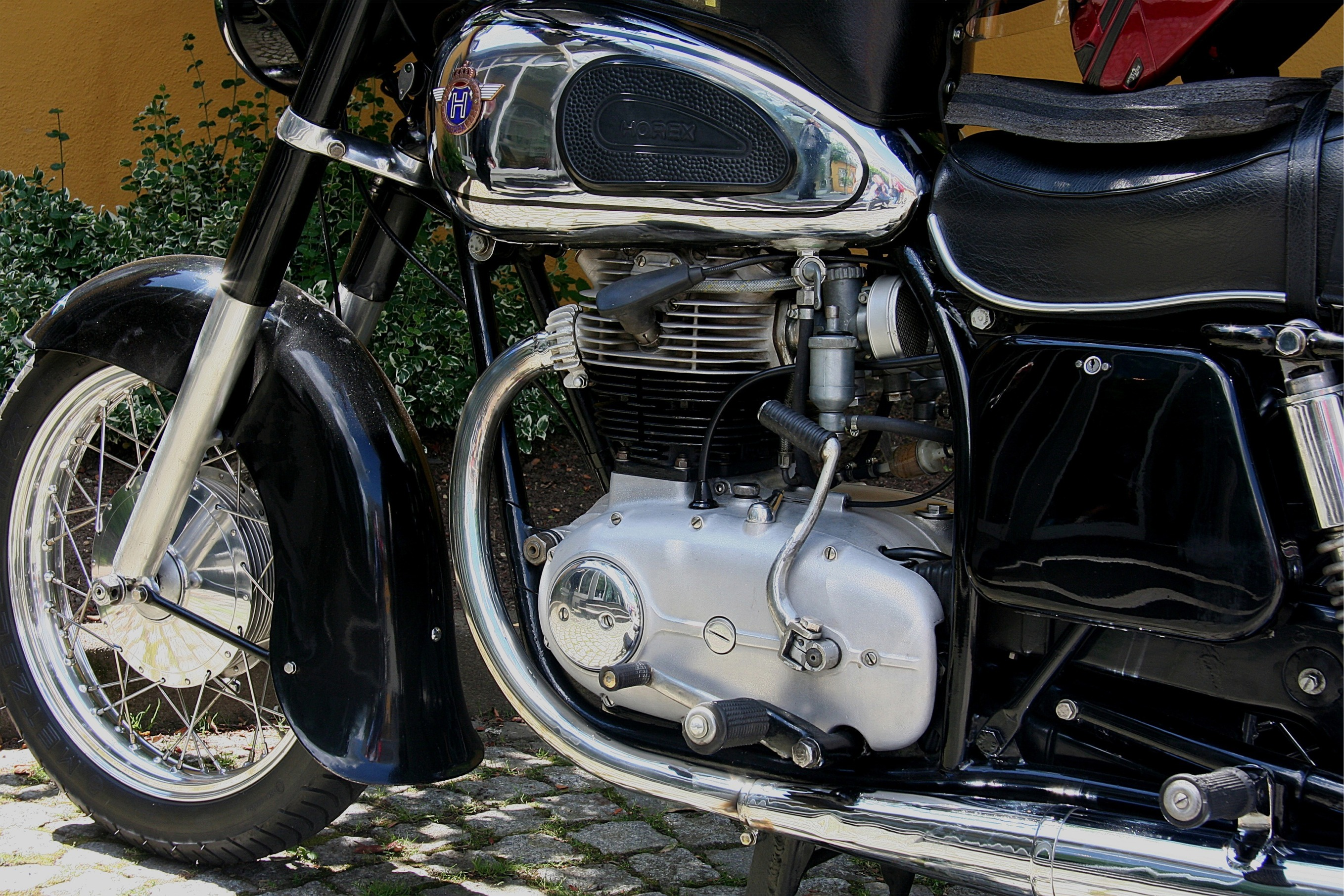
Horex „Imperator“, Ausführung mit Telegabel

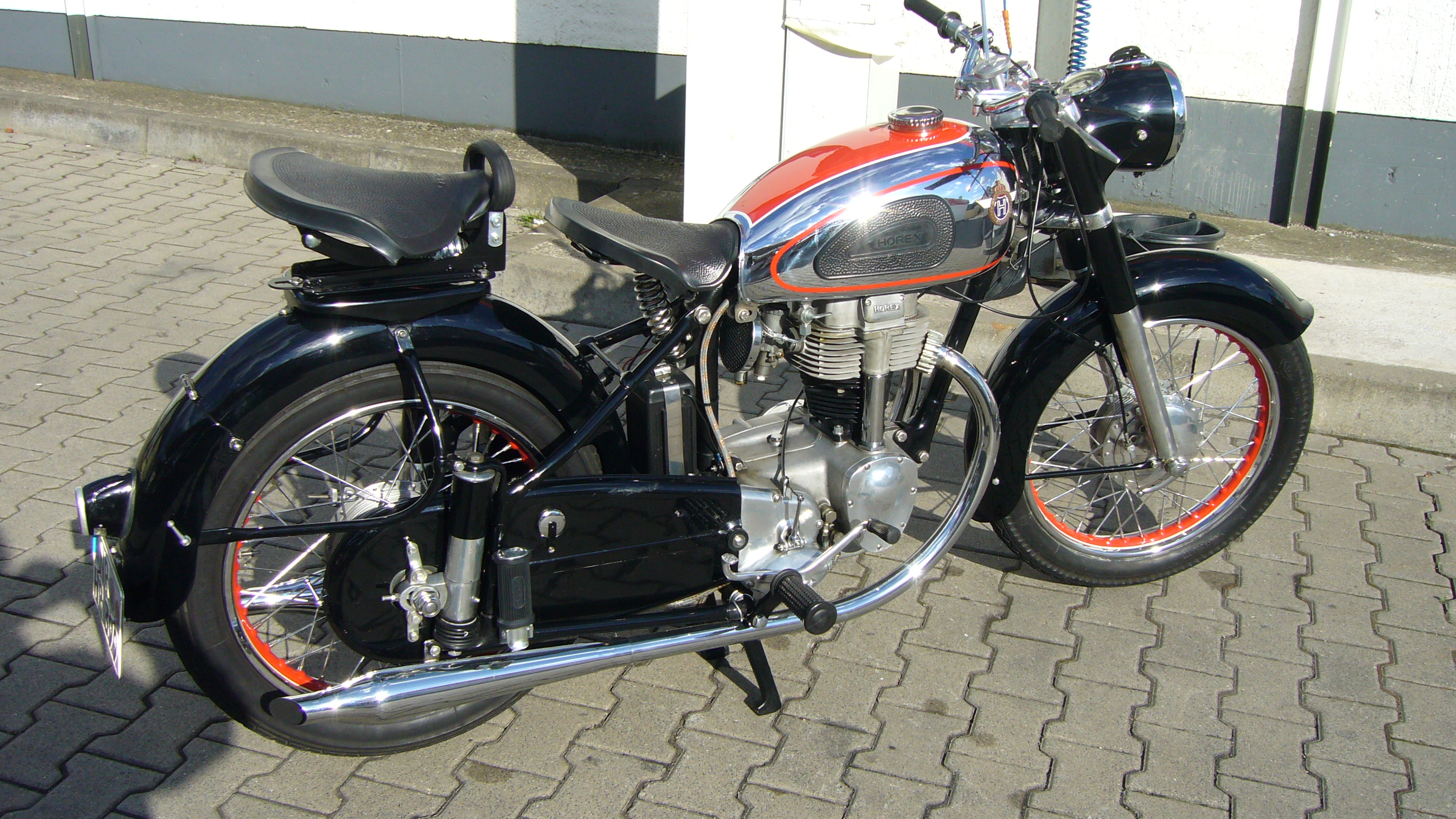
Horex „Regina“

1936/38 entstand unter den beiden Konstrukteuren Richard Küchen und Hermann Reeb der 350-cm³-Langhub-Viertaktmotor „SB 35“, der seiner Zeit weit voraus war. Er wurde bis Kriegsbeginn mit einigen Änderungen und um 2 PS gesteigerter Leistung auch an die Nürnberger Victoria-Werke für die Modelle KR 35-SN, KR 35-SS und KR 35-WH geliefert.
Während des Zweiten Weltkrieges ruhte die Motorradproduktion. 1945 wurden Ersatzteile für die Eisenbahn und landwirtschaftliche Stationärmotoren im unversehrt gebliebenen Werk produziert. 1948 erhielt Kleemann als erster deutscher Hersteller die alliierte Genehmigung zum Bau von Motorrädern über 250 cm³ Hubraum, so dass das Modell SB 35 wieder gefertigt werden konnte. Die zuletzt in die Schweiz gelieferten Exemplare hatten schon eine Teleskopgabel statt der Trapezgabel, aber weiterhin keine Hinterradfederung.

### Glanzzeit in den frühen 1950er-Jahren
1950 kam als Weiterentwicklung der SB 35 die „Regina“ mit Teleskopgabel und Geradweg-Hinterradfederung auf den Markt. Das Motorrad mit dem 350-cm³-Einzylindermotor war das erfolgreichste Horex-Motorrad. 1952 war die „Regina“ mit 20.400 gebauten Exemplaren die meistverkaufte 350er der Welt. Danach sanken jedoch die Verkaufszahlen kontinuierlich auf zuletzt nur noch 2500 im Jahr 1956. Um den Absatzrückgang zu stoppen, erschienen 1953 zusätzlich zur 350er eine 250er „Regina“, die vorher nur für Österreich und die Schweiz bestimmt war, und eine 400er. Die 250er mit einer Leistung von 17 PS bei 6500/min hatte im Gegensatz zu den größeren Modellen nur einen Auspuff („Einport“). Als preiswertes Volksmodell bzw. „V 250“ sollte vor allem sie zum Erfolg der Marke zurückführen. Die 400er Ausführung mit 22 PS bei 5750/min galt als besonders für den Seitenwagenbetrieb geeignet. Im Laufe der Produktionszeit wurden viele Details überarbeitet, z. B. wurde der Nockenwellenantrieb mehrfach geändert, und der Zylinderkopf der letzten Reginas besteht aus Leichtmetall. Die Leistung der 350er „Regina“ wurde von 18 PS bei 5800/min im Jahr 1950 auf 19 PS bei 6200/min 1953 gesteigert. Zuvor hatte es als Modell „Regina Sport“ schon eine Variante mit Einport-Leichtmetallzylinderkopf gegeben, die 20 PS leistete. Alle „Reginas“ haben 19-zöllige Laufräder.
1951 stellte Horex das Zweizylindermodell „Imperator“ mit 500-cm³-Motor und obenliegender Nockenwelle im Leichtmetallzylinderkopf vor. Bei einer Nennleistung von 30 PS bei 6800/min wurde eine Höchstgeschwindigkeit von 150 km/h angekündigt. Die sechs hergestellten Exemplare gingen jedoch nicht in den Verkauf, sondern dienten der Erprobung im Motorsport. Die Serienproduktion begann erst 1954 nach Hubraumverkleinerung auf 392 cm³, was noch für 26 PS bei 5800/min reichte. Eine auf 18 PS gedrosselte Version wurde auch als Stationärmotor (Stamo) abgesetzt. Die Imperator wurde wahlweise mit Telegabel oder Vorderradschwinge ausgeliefert. In den letzten Jahren der Horex-Produktion wurde der Motor wieder vergrößert und zwar bei quadratischem Hubverhältnis (66 mm Hub und Bohrung) auf 450 cm³. Dieser Motor erreichte 30 PS bei 5700/min, das Motorrad wurde schwarz lackiert in Deutschland als „Horex S 450“ angeboten und mit blauer Metalliclackierung als „Zündapp Citation“ in die USA exportiert, jedoch konnten wegen Rechtsstreitigkeiten zwischen dem Zündapp- und Horex-Importeur in den USA dort nur etwa 250 Stück verkauft werden. Der Rest wurde verramscht und verschrottet, mehrere Exemplare und einige Werkzeuge gingen an Friedel Münch.
Beim Imperator-Motor liegt der Antrieb der obenliegenden Nockenwelle zwischen beiden Zylindern. Diese Anordnung ließ sich Hermann Reeb allgemein für Zwei- und Mehrzylindermotoren unabhängig von der Art des Antriebs (Königswelle, Kette) patentieren. Die Patentanmeldung erfolgte am 22. August 1950, die Patenterteilung wurde am 10. September 1953 bekanntgemacht (Patentschrift DE 893875, vergl. Yamaha XS 650). Der Nockenwellenantrieb des serienmäßigen Imperator-Motors verwendet eine Kette mit einstellbarem Federspanner.
1955 erschien als Nachfolger der „Regina“ die „Horex Resident“ (b) mit Hinterradschwinge und vorderer Langarmschwinge sowie leistungsgesteigerten Einzylindermotoren von 250 und 350 cm³ Hubraum. Das Gehäuse der Resident-OHV-Motoren ähnelte dem Imperator-OHC-Motor. Die technisch wesentliche Verbesserung gegenüber der Regina lag im geänderten Hubverhältnis zwecks Verringerung der bei Höchstleistung erreichten Kolbengeschwindigkeit; beide Motoren hatten 77 mm Bohrung, der 250er aber nur 53,4 mm Hub statt 75 mm des 350ers. Dadurch konnte der 250er Motor auf eine Höchstleistung von 18,5 PS bei 7100/min, der 350er auf 24 PS bei 6500/min gesteigert werden. Die untenliegende Nockenwelle betätigte die Stoßstangen über Stößel, während bei den meisten Regina- und allen SB-35-Motoren hierfür Schlepphebel vorgesehen waren. Alle Resident- und Imperator-Modelle hatten 18-Zoll-Laufräder (Prototyp der Imperator 19 Zoll).

### Niedergang und Ende der Horex-Werke
Wegen Absatzschwierigkeiten beendete Horex 1956 die Motorradproduktion; ein Restbestand des Modells „Imperator“ wurde in den USA vom Zündapp-Importeur unter dem Namen „Zündapp“ als Modell „Citation 500“ mit entsprechenden Zeichen am Tank bis Anfang der 1960er-Jahre verkauft; in der Werbung wurden 40 HP bei 8000/min und „guaranted speed over 100 MPH“ angegeben. Pläne, aus dem Imperator-Motor ein Flugtriebwerk zu entwickeln, konnten nicht mehr verwirklicht werden. 1960 übernahm der Daimler-Benz-Konzern, für den Horex vorher schon Teile gefertigt hatte, die Werksanlagen.
Nach dem Ende des Unternehmens in Bad Homburg gingen die Namensrechte von der Familie Kleemann an Friedel Münch, den Gründer der Münch Motorradfabrik GmbH. Er stellte unter dem Namen Horex 1400 TI ein Liebhabermotorrad in Einzelanfertigung her. Münch verkaufte die Rechte an den Zweiradimporteur Fritz Röth aus Hammelbach im Odenwald, der in den 1980er-Jahren sowohl Mofas und Mokicks als auch Enduros und Straßenmaschinen unter dem Namen Horex mit italienischen Fahrwerken und Einbaumotoren verschiedener Hersteller fertigen ließ. Röth gab den Namen an die Berliner „Bajaj-Motorfahrzeug-Vertriebsgesellschaft“ weiter, die von 1990 bis 1998 Inhaber der Marke Horex war. Dieses Unternehmen wurde Mitte der 1990er von der „MZ-B Vertriebs GmbH“ gekauft, die damit auch die Namensrechte erwarb. 1996 bis 1998 nutzte deren neu gegründete Tochtergesellschaft MZ-B den Markennamen Horex und montierte in den alten MZ-Werken in Zschopau die Leichtkrafträder Horex Imperator 125 und Horex Regent 125. Diese Fahrzeuge hatten jedoch keine technische Verwandtschaft mit den klassischen Horex-Motorrädern, sondern wurden aus Teilen verschiedener Zulieferer zusammengestellt. Bis 2009 besaß die HÖRMANN-RAWEMA GmbH in Chemnitz die Markenrechte und fertigte und rekonstruierte historische Horex-Motorräder.
Seit 1956 stellte Horex auch „farbenfrohe, zweckgerechte Kinderräder“ her.

## Produkte – Typen bis 1960
| Modell | Zylinder | Hubraum |     |      |
| Gnom   | 1 Zyl.   | 63 cm³  | OHV | 1921 |
| AM     | 1 Zyl.   | 248 cm³ | OHV | 1924 |
| T5     | 1 Zyl.   | 500 cm³ | SV  | 1925 |
| T6     | 1 Zyl.   | 600 cm³ | SV  | 1925 |
| S5     | 1 Zyl.   | 500 cm³ | OHV | 1929 |
| T5     | 1 Zyl.   | 500 cm³ | SV  | 1930 |
| T6     | 1 Zyl.   | 600 cm³ | SV  | 1930 |
| S2     | 1 Zyl.   | 200 cm³ | OHV | 1931 |
| S3     | 1 Zyl.   | 300 cm³ | OHV | 1932 |
| S6     | 2 Zyl.   | 600 cm³ | OHC | 1933 |
| S8     | 2 Zyl.   | 800 cm³ | OHC | 1933 |
| S35    | 1 Zyl.   | 350 cm³ | OHV | 1934 |
| S64    | 1 Zyl.   | 600 cm³ | OHV | 1935 |
| S2     | 1 Zyl.   | 200 cm³ | OHV | 1936 |

| Modell     | Zylinder | Hubraum |                                                       |         |
| T5         | 1 Zyl.   | 500 cm³ | SV                                                    | 1936    |
| T6         | 1 Zyl.   | 600 cm³ | SV                                                    | 1936    |
| S5         | 1 Zyl.   | 500 cm³ | OHV                                                   | 1937    |
| S6         | 1 Zyl.   | 600 cm³ | OHV                                                   | 1937    |
| SB35       | 1 Zyl.   | 350 cm³ | OHV                                                   | 1938    |
| Regina     | 1 Zyl.   | 350 cm³ | OHV                                                   | 1950    |
| Regina     | 1 Zyl.   | 250 cm³ | OHV                                                   | 1954    |
| Regina     | 1 Zyl.   | 400 cm³ | OHV                                                   | 1954    |
| Imperator  | 2 Zyl.   | 400 cm³ | OHC                                                   | 1954    |
| Imperator  | 2 Zyl.   | 450 cm³ | OHC                                                   | 1958    |
| Resident   | 1 Zyl.   | 350 cm³ | OHV                                                   | 1955    |
| Resident   | 1 Zyl.   | 250 cm³ | OHV                                                   | 1955    |
| Parilla    | 1 Zyl.   | 100 cm³ | OHV; Import des Modells Slughi von Parilla (I)        |         |
| Rebell 100 | 1 Zyl.   | 100 cm³ | 2-Takt                                                | 1957    |
| Rebell     | 1 Zyl.   | 50 cm³  | Moped m. Rohrrahmen                                   | 1956    |
| Rebell 50  | 1 Zyl.   | 50 cm³  | Moped m. Blechrahmen                                  | 1957    |
| V 21       | 1 Zyl.   | 50 cm³  | Vicky 4 Luxus von Victoria, wurde von Horex zugekauft | ab 1957 |
| Rebell „S“ | 1 Zyl.   | 50 cm³  | Sportmoped                                            | 1959    |
| Rebell „K“ | 1 Zyl.   | 50 cm³  | Kleinkraftrad/Kickstarter                             | 1960    |

## Horex seit 2010

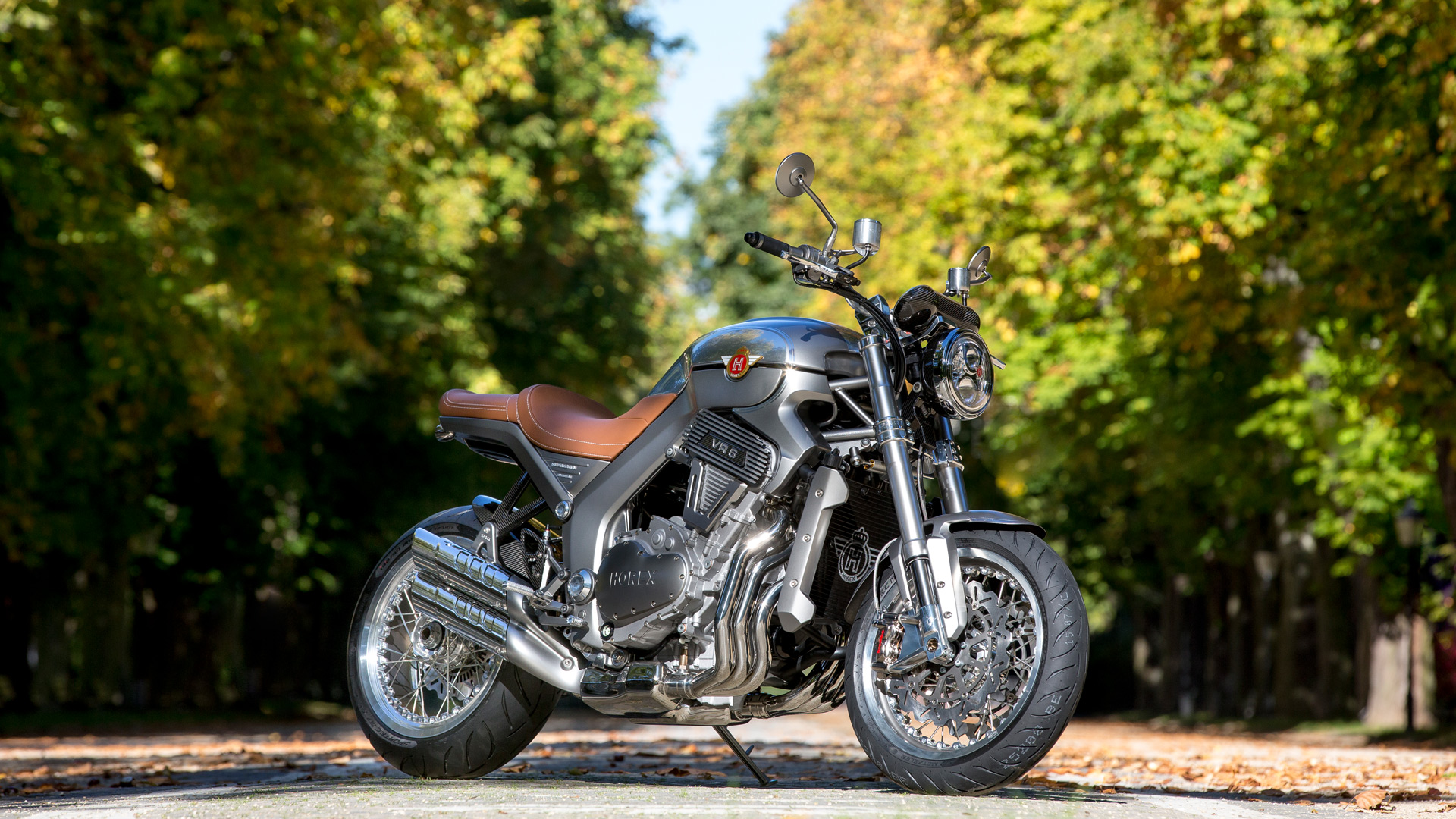
Horex VR6

Vertreter der späteren Markeninhaberin HOREX GmbH aus Garching bei München präsentierten am 15. Juni 2010 auf einer Pressekonferenz ein neues Modell mit dem Namen Horex VR6. Wegen Zahlungsunfähigkeit stellte der Inhaber des Unternehmens, Clemens Neese, jedoch am 28. August 2014 beim Amtsgericht Augsburg den Antrag auf Eröffnung eines Insolvenzverfahrens, nachdem sich die Erwartungen hinsichtlich des Umsatzes offenbar nicht erfüllt hatten.
Am 29. Januar 2015 übernahm die 3C–Carbon Composite Company aus Landsberg am Lech das Unternehmen. 3C ist ein Hersteller von Carbonteilen für medizinische Anwendungen, für die Automobilindustrie und für das Militär. Eine rechtliche Verbindung zu dem Vorgängerunternehmen Horex GmbH besteht nicht. Im Motorradrennsport ist 3C mit den Fahrern Xavi Forés und Max Neukirchner auf Ducati Panigale 1199 R in der Superbike-Klasse engagiert.
Auf der Intermot 2022 stellte Horex das Modell Regina Evo für 2023 vor. Zum einhundertjährigen Geburtstag der Marke sollen maximal 500 Stück gebaut werden.

## Horex-Museum
Im Juni 2011 wurde in Bad Homburg mit dem Bau eines Horex-Museums begonnen. Der 1,6 Millionen Euro teure Neubau in der Nähe der inzwischen abgetragenen Horex-Fabrik und des Bahnhofs der Stadt wurde im September 2012 eröffnet, aber bereits 2019 in ein Schaudepot des Gotischen Hauses umgewandelt. Eine zukünftige Nutzung als Horex-Museum steht zurzeit nicht zur Diskussion.

## Trivia

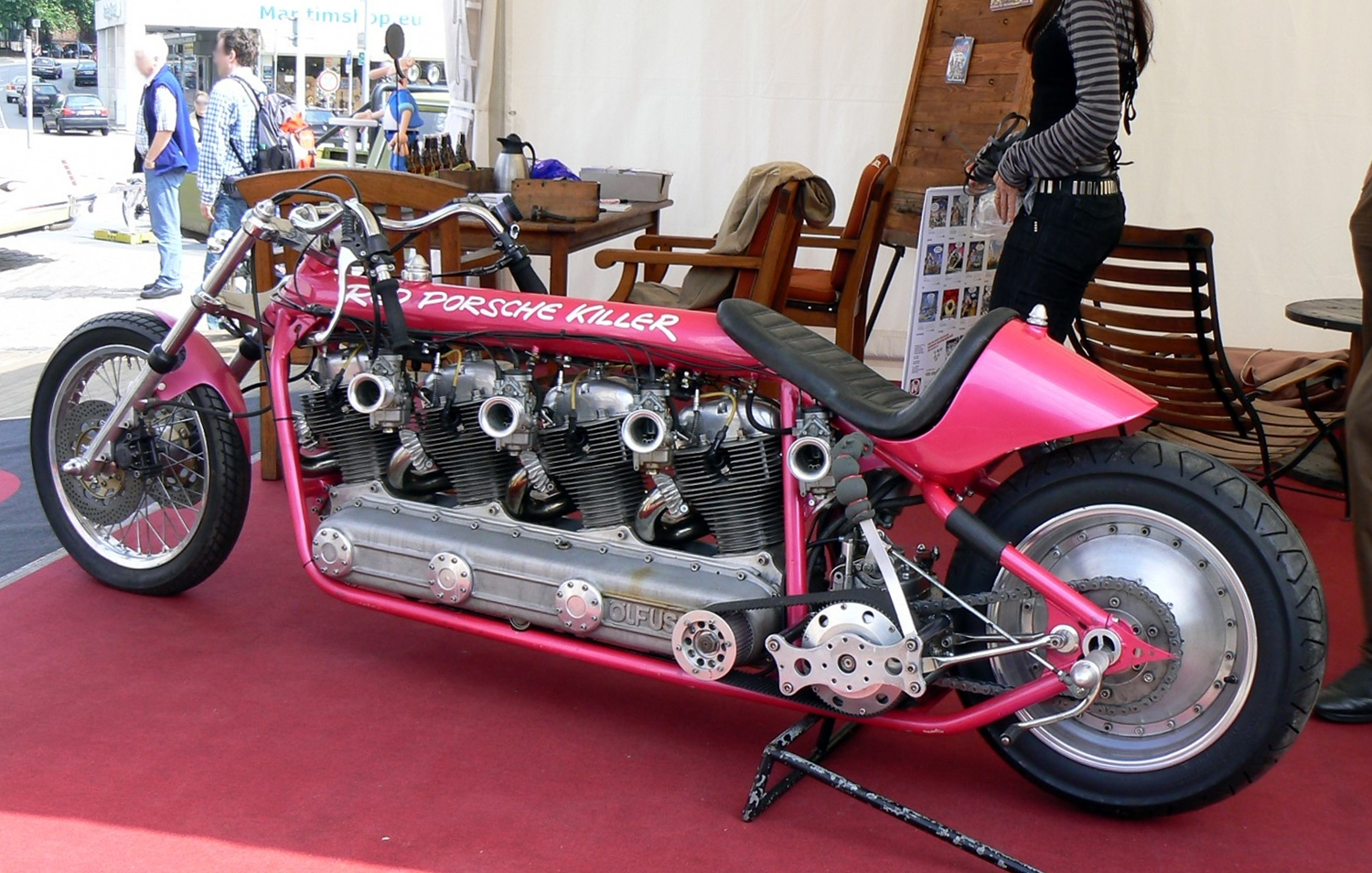
Red Porsche Killer

Durch die Erwähnung in den Werner-Comics des Zeichners Rötger Brösel Feldmann wurde die Marke Horex in den 1980er Jahren auch damals jüngeren Bevölkerungsschichten bekannt. Im Comic baut die Figur Werner mit seinem Kumpel Ölfuss unter anderem vier hintereinandergeschaltete Horex-Motoren in ein Red Porsche Killer genanntes Drag Bike ein. Außerdem fährt Werner in einigen Bänden eine Horex Regina. Der dem Comic entlehnte Red Porsche Killer wurde später auch in der Realität nachgebaut und kam am 4. September 1988 beim Werner-Rennen und 30 Jahre später beim Revanche-Rennen am 2. September 2018 zum Einsatz, wo der Red Porsche Killer gewann, was beim ersten Rennen noch nicht gelang.